# Hellebæk
Hellebæk, benannt nach dem gleichnamigen Bach Hellebæk, ist eine Kleinstadt auf der dänischen Insel Seeland. Am 1. Januar 2023 wohnten 5816 Einwohner im Ort, der zum gleichnamigen Kirchspiel Hellebæk Sogn in der Helsingør Kommune innerhalb der Region Hovedstaden gehört. Die Kleinstadt liegt etwa fünf Kilometer nordwestlich von Helsingør am Øresund. 
Der Ort entwickelte sich mit dem eingemeindeten Ålsgårde um die Wassermühle Hammermøllen, einer Produktionsstätte für Waffen, später für Textilen. Darüber hinaus befindet sich in Hellebæk die Bunkeranlage Regan Øst.

## Sehenswürdigkeiten
- Museum Hammermøllen
- Wohnhaus des Architekten Jørn Utzon

## Persönlichkeiten
- Preben Mahrt (1920–1989), Schauspieler und Sänger